# Det hændte i København
Det hændte i København er en dansk film fra 1949 instrueret af Stig Lommer. Blandt de medvirkende kan nævnes:
- Bodil Steen
- Beatrice Bonnesen
- Gunnar Lauring
- Preben Neergaard
- Ib Schønberg
- Preben Lerdorff Rye
- Else Jarlbak
- Louis Miehe-Renard
- Johannes Marott

## Ekstern kilde/henvisning
- Det hændte i København på Internet Movie Database (engelsk)
- Det hændte i København på Filmdatabasen
- Det hændte i København på danskefilm.dk
- Det hændte i København på danskfilmogtv.dk
- Det hændte i København på The Movie Database (engelsk)